# Gradiens

Két skalármező szürkeárnyalatosan ábrázolva (a sötétebb árnyalat nagyobb függvényértéknek felel meg). A kék nyilak a gradienseket jelzik.

A gradiens a matematikában egy skalármezőkre alkalmazható differenciáloperátor. A gradiens a kétváltozós függvények deriválásának általánosítása többváltozós függvényekre. Ennek vektormező az eredménye, ami azt mutatja meg, hogy hogyan változik a függvény, és megadja a skalármező legnagyobb megváltozását (irányát és nagyságát).

A kék színű felülettel ábrázolt függvényhez tartozó gradiens a piros nyilak mezője

Példaként tekintsünk egy térképet, amely megadja a magasságokat a h(x, y) függvénnyel: h(x, y) a tengerszint feletti magasság értéke az (x, y) pontban. Így egy skalármezőt definiáltunk. Ekkor h ℝ²→ℝ kétváltozós függvény gradiense egy olyan új ℝ²→ℝ² függvény, ami minden (x, y) ponthoz azt a vektort rendeli, ami az adott magasságban legnagyobb meredekség irányába mutat, és hossza a legnagyobb meredekség. 
A gradiens a szintvonalakra merőleges, normája pedig a skalármezőnek mint függvénynek a gradiens iránya menti deriváltja.
A gradienst a divergenciával és a rotációval együtt a vektoranalízis vizsgálja.

## Skalármező gradiense
A {\displaystyle \varphi \left({\vec {r}}\right)} skalármező gradiensét a parciális deriváltak vektoraként definiálják. Csak azokban a pontokban értelmezhető, ahol az összes parciális derivált létezik. Jelölése {\displaystyle \nabla \varphi } vagy {\displaystyle \operatorname {grad} \varphi }. Itt {\displaystyle \nabla } a nabla operátor szimbóluma, és {\displaystyle \operatorname {grad} } a gradiens függvényszimbóluma.
A háromdimenziós euklideszi térben a {\displaystyle \varphi (x,y,z)} skalármező gradiense derékszögű koordináta-rendszerben
{\displaystyle \operatorname {grad} \,\varphi =\nabla \varphi ={\frac {\partial \varphi }{\partial x}}{\vec {e}}_{x}+{\frac {\partial \varphi }{\partial y}}{\vec {e}}_{y}+{\frac {\partial \varphi }{\partial z}}{\vec {e}}_{z}={\begin{pmatrix}{\frac {\partial \varphi }{\partial x}}\\{\frac {\partial \varphi }{\partial y}}\\{\frac {\partial \varphi }{\partial z}}\end{pmatrix}}}
Hengerkoordinátákban
{\displaystyle V=V\left({r;\varphi ;z}\right)}
{\displaystyle \operatorname {grad} \,V=\nabla V={\frac {\partial V}{\partial r}}{\vec {e}}_{r}+{\frac {1}{r}}{\frac {\partial V}{\partial \varphi }}{\vec {e}}_{\varphi }+{\frac {\partial V}{\partial z}}{\vec {e}}_{z}}
Gömbi koordinátákban
{\displaystyle V=V\left({r;\vartheta ;\varphi }\right)}
{\displaystyle \operatorname {grad} \,V=\nabla V={\frac {\partial V}{\partial r}}{\vec {e}}_{r}+{\frac {1}{r}}{\frac {\partial V}{\partial \vartheta }}{\vec {e}}_{\vartheta }+{\frac {1}{r\sin \vartheta }}{\frac {\partial V}{\partial \varphi }}{\vec {e}}_{\varphi }}
Az n-dimenziós euklideszi térben és derékszögű koordináta-rendszerben
{\displaystyle \operatorname {grad} \,\varphi =\nabla \varphi ={\frac {\partial \varphi }{\partial x_{1}}}{\vec {e}}_{1}+\cdots +{\frac {\partial \varphi }{\partial x_{n}}}{\vec {e}}_{n}={\begin{pmatrix}{\frac {\partial \varphi }{\partial x_{1}}}\\\vdots \\{\frac {\partial \varphi }{\partial x_{n}}}\end{pmatrix}}}
A gradiens sor- és oszlopvektorként is írható, a további felhasználásnak megfelelően.
A képletekben {\displaystyle {\vec {e}}_{i}} az {\displaystyle i} koordinátának megfelelő irányú egység hosszú vektort jelöli.

### Geometriai értelmezése
Egy skalármező gradiense egy pontban megadja a legnagyobb meredekség irányát és a legnagyobb meredekség nagyságát. Egy lokális minimumban, egy lokális maximumban vagy egy nyeregpontban a gradiens nulla, feltéve, hogy ezek a pontok az értelmezési tartomány belsejében vannak.
A gradiens segítségével tetszőleges irányú meredekség meghatározható. Ez a meredekség éppen az irány menti derivált.

### Iránymenti derivált
Az iránymenti derivált az adott irány által kimetszett függvény deriváltja. Közelebbről
{\displaystyle D_{\vec {v}}\varphi ={\frac {\partial \varphi }{\partial {\vec {v}}}}=\lim _{t\to 0}{\frac {\varphi ({\vec {r}}+t{\vec {v}})-\varphi ({\vec {r}})}{t}}.}.
Ha {\displaystyle \varphi } differenciálható {\displaystyle {\vec {r}}} egy környezetében, akkor az iránymenti derivált az adott irányú normált vektor és a gradiens skalárszorzata:
{\displaystyle D_{\vec {v}}\varphi ={{\partial \varphi } \over {\partial {\vec {v}}}}=\left\langle \mathrm {grad} \varphi {,}{\vec {v}}\right\rangle }

## Vektormező Jacobi-mátrixa
A parciális deriváltak vektora vektorértékű függvényekre is definiálható. Ha {\displaystyle {\vec {F}}:\mathbb {R} ^{n}\rightarrow \mathbb {R} ^{m}} vektor értékű függvény, és koordinátafüggvényei rendre {\displaystyle F_{1},\ldots ,F_{m}}, akkor
{\displaystyle {\vec {F}}(x_{1},\ldots ,x_{n})={\bigl (}F_{1}(x_{1},\ldots ,x_{n}),\ldots ,F_{m}(x_{1},\ldots ,x_{n}){\bigr )}}.
Ekkor {\displaystyle {\vec {F}}} deriváltja az {\displaystyle F_{i}} (sorvektor) gradiensek oszlopvektoraként definiálható. Ennek a mezőnek a vektorgradiense a Jacobi-mátrix:
{\displaystyle {\mathcal {J}}_{\vec {F}}=\operatorname {grad} {\vec {F}}=\nabla {\vec {F}}={{\partial (F_{1},\ldots ,F_{m})} \over {\partial (x_{1},\ldots ,x_{n})}}={\begin{pmatrix}{\frac {\partial F_{1}}{\partial x_{1}}}&\cdots &{\frac {\partial F_{1}}{\partial x_{n}}}\\\vdots &\ddots &\vdots \\{\frac {\partial F_{m}}{\partial x_{1}}}&\cdots &{\frac {\partial F_{m}}{\partial x_{n}}}\end{pmatrix}}}
{\displaystyle m=n}-re az eredmény egy másodfokú tenzor. Efféle tenzorok írják le például a fizikában a mechanikai feszültséget és az elaszticitást.

## Számolási szabályok
Minden {\displaystyle c\in \mathbb {R} } konstansra és {\displaystyle u,v:\mathbb {R} ^{n}\to \mathbb {R} } skalármezőre
- {\displaystyle \operatorname {grad} \,c={\vec {0}}}

linearitás
- {\displaystyle \operatorname {grad} \,(c\cdot u)=c\cdot \operatorname {grad} \,u}
- {\displaystyle \operatorname {grad} \,(u+v)=\operatorname {grad} \,u+\operatorname {grad} \,v}

szorzási szabály
- {\displaystyle \operatorname {grad} \,(u\cdot v)=u\cdot \operatorname {grad} \,v+v\cdot \operatorname {grad} \,u}

## Alkalmazások
Skalármező totális deriváltja
{\displaystyle \mathrm {d} \varphi ={\frac {\partial \varphi }{\partial x}}\mathrm {d} x+{\frac {\partial \varphi }{\partial y}}\mathrm {d} y+{\frac {\partial \varphi }{\partial z}}\mathrm {d} z=\operatorname {grad} \,\varphi \;\mathrm {d} {\vec {r}},\qquad {\text{ahol}}\quad \mathrm {d} {\vec {r}}={\begin{pmatrix}\mathrm {d} x\\\mathrm {d} y\\\mathrm {d} z\end{pmatrix}}.}
A derékszögű koordinátákban vett gradiens a nabla operátorral:
{\displaystyle {\vec {\nabla }}=\sum _{a}{{\vec {e}}_{q_{a}}{\frac {1}{h_{a}}}{\frac {\partial }{\partial {q_{a}}}}},\qquad {\text{ahol}}\quad h_{a}=\left|{\frac {\partial {\vec {r}}}{\partial {q_{a}}}}\right|.}

### További példák
Ha egy test részei különböző hőmérsékletűek, akkor a melegebb helyről hő áramlik a hidegebb helyek felé. Ha a testen belül a hővezetés képessége állandó, akkor a hőáramlás a hőmérsékleti gradiens konstansszorosa.